# Mary Decker
Mary Decker (Mary Teresa Decker, kurzzeitig Tabb, ab 1985 Slaney; * 4. August 1958 in Flemington, New Jersey) ist eine ehemalige US-amerikanische Leichtathletin, die, sowohl nach der Dauer ihrer Karriere als auch nach den Erfolgen, zu den besten Mittel- und Langstreckenläuferinnen überhaupt zählt.
Mary Decker war bereits 14-jährig bekannt als Little Mary Decker. 1981 heiratete sie den US-amerikanischen Marathonläufer Ron Tabb, von dem sie sich allerdings bald wieder trennte. Am 1. Januar 1985 heiratete sie den britischen Diskuswerfer Richard Slaney und startete ab diesem Zeitpunkt als Mary Slaney. Mary und Richard Slaney haben eine Tochter. Mary Slaney ist 1,68 m groß und wog in der Zeit ihrer größten Erfolge 51 kg.

## Karriere

### Jugendjahre (bis 1977)
Bereits mit 12 Jahren lief Mary Decker erstmals einen Marathonlauf, den sie mit 3:09:27 h abschloss. Als Mary Decker 1973 beim Hallenländerkampf Vereinigte Staaten gegen Sowjetunion im Meilenlauf antrat, war sie mit 14 Jahren und 224 Tagen die jüngste US-Amerikanerin, die je die USA in einem Länderkampf vertreten hatte. Im Sommer 1973 gewann sie beim Freiluftländerkampf gegen die Sowjetunion den 800-Meter-Lauf. In der Hallensaison 1974 lief sie eine Weltbestzeit über 880 Yards. In den Jahren 1975 bis 1977 trat Mary Decker nicht an, da sie ständig an Verletzungen laborierte.

### Weltspitze (1978–1985)
1978 trat Mary Decker wieder an und erreichte sofort Zeiten von unter 4:10 Minuten im 1500-Meter-Lauf. 1979 gewann sie diese Distanz bei den Panamerikanischen Spielen. 1980 gewann sie die US-Trials für die Olympischen Spiele in Moskau, an denen sie aber wegen des Olympiaboykotts nicht teilnehmen durfte. Ebenfalls 1980 stellte sie ihren ersten Meilenweltrekord auf. Nachdem sie 1981 erneut wegen Verletzung ausgefallen war, stellte sie 1982, nun als Mary Tabb startend, Weltrekorde im 5000- und 10.000-Meter-Lauf auf.
Bei den Weltmeisterschaften 1983 in Helsinki standen diese beiden Distanzen allerdings nicht auf dem Programm. Nun trat sie wieder als Mary Decker im 1500- und 3000-Meter-Lauf an. Am 10. August gewann sie das Finale über 3000 Meter in 8:34,62 min vor der Westdeutschen Brigitte Kraus und der Russin Tatjana Kasankina. Die ersten sechs Läuferinnen blieben unter 8:38 Minuten. Zwei Tage danach war Mary Decker Vorlaufbeste über 1500 Meter. Im Finale am 14. August konnte sie in 4:00,90 min die drei Vertreterinnen der Sowjetunion in Schach halten. In Anerkennung ihrer beiden Weltmeistertitel wurde Decker von der Zeitschrift Sports Illustrated zum Sportler des Jahres 1983 gewählt. Bereits ein Jahr zuvor wurde sie mit der Sportler-des-Jahres-Auszeichnung von Associated Press geehrt.
Der blonde Liebling der amerikanischen Medien war damit automatisch in die Favoritenrolle für die Olympischen Spiele 1984 in Los Angeles gerückt. Sie gewann souverän die Trials im 3000-Meter-Lauf. Nachdem außer Rumänien alle Länder des Ostblocks die Spiele boykottierten, galt die für Großbritannien antretende Südafrikanerin Zola Budd als ihre Hauptkonkurrentin. Im ersten Vorlauf stellte Mary Decker mit 8:44,38 min einen olympischen Rekord auf, der allerdings im dritten Vorlauf von der Rumänin Maricica Puică unterboten wurde. Im Finale kämpften Mary Decker und Zola Budd um die Spitze, wobei  Decker stürzte, nachdem sie gegen Budds Ferse stieß. Das Rennen gewann Puică in einer Zeit von 8:35,96 min vor der Britin Wendy Sly.  Decker fühlte sich um Gold betrogen, und die amerikanischen Medien hatten ihre Story.
Erst 1985 trat Mary Decker wieder an, allerdings ab jetzt als Mary Slaney. Sie stellte ihren dritten Meilenweltrekord auf und war in der Freiluftsaison in vierzehn Rennen nicht zu bezwingen. Sie gewann den Leichtathletik-Grand-Prix 1985 vor der Hochspringerin Stefka Kostadinowa.

### Späte Karriere (ab 1987)
Am 30. Mai 1986 wurde eine Tochter geboren. Die Mutter nahm zwar Ende der Saison noch an einigen Rennen teil, fiel aber die ganze Saison 1987 wegen Verletzungen aus. Bei den US-Trials für die Olympischen Spiele 1988 in Seoul gewann Mary Slaney sowohl über 1500 als auch über 3000 Meter. Sie erreichte über beide Distanzen das Finale, aber Platz 8 über 1500 Meter in 4:02,49 min und Platz 10 über 3000 Meter in 8:47,13 min entsprachen nicht dem, was sie sich vorgestellt hatte.
Die folgenden Jahre waren meist von Verletzungen geprägt. Bei den Olympischen Spielen 1996 in Atlanta war sie zwar noch einmal am Start, schied aber im Vorlauf über 5000 Meter aus. Bei den Hallenweltmeisterschaften 1997 stellte sie sich plötzlich wieder in Höchstform vor und belegte in 4:05,22 min den zweiten Platz, nur drei Hundertstelsekunden hinter der Russin Jelena Podkopajewa.
Bereits bei den US-Trials für die Olympischen Spiele 1996 war Mary Decker bei einer Dopingprobe positiv getestet worden. Das Verhältnis von Testosteron zu Epitestosteron überstieg die festgelegten Höchstwerte. Bekanntgegeben wurde dieses Ergebnis im Sommer 1997. Es entwickelte sich ein langer Rechtsstreit, in dem Mary Slaney den hohen Wert als natürliche Folge ihres Alters und der Einnahme von Kontrazeptiva darstellte. Der US-Verband unterstützte Mary Slaney, während der Weltverband auf einer Sperre beharrte. Im Sommer 1999 entschied ein Schiedsgericht der IAAF, dass Mary Slaney rückwirkend ab Juni 1996 zu sperren sei, und erkannte ihr die Silbermedaille von 1997 ab. Mary Slaney versuchte vor ordentlichen Gerichten, diese Entscheidung anzufechten, die Gerichte erklärten sich aber letztlich für nicht zuständig.

## Persönliche Bestleistungen
- 800 m: 1:56,90 min, 16. August 1985, Bern
- 1500 m: 3:57,12 min, 26. Juli 1983, Stockholm
- 1 Meile: 4:16,71 min, 21. August 1985, Zürich
- 2000 m: 5:32,7 min, 3. August 1984, Eugene
- 3000 m: 8:25,83 min, 7. September 1985, Rom
- 5000 m: 15:06,53 min, 1. Juni 1985, Eugene
- 10.000 m: 31:35,3 min, 16. Juli 1982, Eugene